# 아로마니아인
아로마니아인(아로마니아어: Rrãmãnjã, Armãnjã)은 발칸반도 남부 지역이 고향인 인종 집단으로, 전통적으로 그리스의 북부와 중부 지역, 알바니아의 중부와 남부 지역, 마케도니아 공화국, 불가리아의 남서부에 거주하고 있다. 특히 그리스에서, 어휘 블라츠가 널리 퍼져 있는데, 블라츠는 발칸반도와 타트리산맥 지역, 현재의 루마니아인까지 포함하는 로마어 사용 어군 집단을 뜻한다. "블라흐"는 발칸반도와 중부, 동부 유럽의 라틴 인구에서 승계되어 오는 여러 인종을 포함하는 다의어이다.
아로마니아인은 아로마니아어를 사용한다. 아로마니아어는 루마니아어와 비슷한 라틴계 언어로, 그만의 다양한 변형이 존재한다. 팔레오-발칸 사람들이 사용했던 속라틴어를 로마자하여 사용해오고 있던 것이다. 아로마니아어는 라틴어와 불가리아어, 그리스어 그리고 알바니아어의 영향을 받아 지속적으로 변화해왔다.

## 같이 보기
- 루마니아인
- 블라흐인